# Giáo hoàng Sergius II
Sergiô (Latinh: Sergius) là vị giáo hoàng thứ 102 của giáo hội Công giáo. Theo niên giám tòa thánh năm 1806 thì ông đắc cử Giáo hoàng vào năm 844 và ở ngôi Giáo hoàng trong 3 năm. Niên giám tòa thánh năm 2003 xác định triều đại của ông kéo dài từ tháng 1 năm 844 cho tới ngày 27 tháng 1 năm 847.
Giáo hoàng Sergius II sinh tại Rôma.Ông cho lắp ráp lại các bậc thang của "Toà giảng" được gọi là "Cầu thang thánh".
Một tục lệ có từ các vị Giáo hoàng tiền nhiệm là khi một vị Giáo hoàng đắc cử trước khi đăng quang phải tuyên thệ trước mặt hoàng đế. Giáo hoàng Sergius II đã phải rất cực nhọc để xin vua Lothaire phê chuẩn cuộc bầu chọn mình (Amann, trong op.cit.,Q.VI, tr 208-210 và 275-276).
Trong mối quan hệ với hoàng đế Vương triều Caroling, Đức Sergius có mục đích tăng cường quyền tự trị của Đức Giáo hoàng ngay cả việc cẩn thận không gây ra rạn nứt. Quân Saracens hạ trại ở Ostia rồi đến Rôma và cướp phá Đền Thánh Phêrô, Phaolô và các nhà thờ khác. Cuối cùng, chúng bại trận ở Gaeta.
Năm 844, đức Sergius trước khi mở cửa tiếp hoàng thân Louis, đặc sứ của hoàng đế Lothaire, đã đòi ông phải thề rằng mình đến Roma chỉ có mục đích tìm lợi ích cho quốc gia và giáo hội. Trong mọi trường hợp, ngôi Giáo hoàng vẫn nắm giữ hai đặc quyền: chỉ mình ngài có quyền trao dây Pallium và chỉ mình ngài chủ tọa lễ nghi xức dầu tấn phong hoàng đế.
Lý tưởng hữu nghị luôn được Giáo hội nhắc nhở các phe liên hệ, qua các Công Đồng. Công Đồng năm 844 nói: "Quý vị hãy cẩn thận giữ đức bác ái giữa quý vị, hãy giúp đỡ nhau ý kiến và mau mắn trợ giúp nhau … hãy phục vụ hoà bình…" Giáo hội thúc đẩy các vua hội họp. Luật pháp xuất hiện áp dụng chung cho cả ba Vương Quốc. Các Giáo hoàng cũng ủng hộ chính sách hữu nghị, hoà hợp huynh đệ. Đức Sergius II viết cho 3 anh em nhà Vương triều Caroling, sau hiệp ước Verdun rằng: nếu họ không đoàn kết trong hoà bình Công giáo, thì người sẽ can thiệp chống lại họ.